# Elizabeth Thompson
Elizabeth Southerden Thompson, conocida también como lady Butler (Lausana, Suiza, 1846-Irlanda, 1933),  nombre que tomó al casarse con el mayor William Butler, fue una pintora y escritora inglesa.
Elizabeth Thompson, nacida en una acomodada familia,  pasó parte de su infancia y de su juventud en Francia e Italia, donde estudió arte.
Se afincó en Inglaterra y comenzó a dedicarse plenamente a la pintura especilizándose en cuadros de  batallas, temática en la que llegó a ser admirada por artistas e intelectuales de la época, entre los cuales John Ruskin consideraba sus pinturas como unas de las mejores obras prerafaelitas.
Contrajo matrimonio con el comandante William Butler lo que fue un revulsivo a su carrera de pintora, ya que viajó con su marido a las en campañas militares y eso le ayudó a plasmar lo que veía, tanto en Egipto como en Sudáfrica.
Su vejez la vivió en Irlanda, donde siguió pintando hasta su muerte en 1933.

Elizabeth Thompson  fue una de las pocas mujeres que se dedicaron a la pintura de forma profesional en el siglo XIX, y además fue capaz de  ganarse bien la vida pintando obras de gran formato de tema bélico.

## Obras
Sus primeros cuadros, Pasando lista tras el combate, que representa a la revista de los soldados tras un enfrentamiento en la guerra de Crimea y El 28º Regimiento de Quatre Bras, fueron un gran éxito, pero cuando la artista plasmó en ellos el sufrimiento de los soldados, o las derrotas que en ocasiones los ejércitos sufrían, dejaron de tener éxito en la sociedad victoriana.
Su último cuadro lo pintó con 80 años y está  basado en la Primera Guerra Mundial. Thompson tiene también una vertiente artística literaria, especializándose sobre todo en temática relacionada con los viajes que realizaba con su marido, por motivos del trabajo de éste.

### Pinturas
- The Magnificat (1872)
- Missing (1873)
- Calling the Roll After An Engagement, Crimea (or The Roll Call (1874) - H.M. The Queen; Buckingham Palace)
- Missed (1874)
- The 28th Regiment at Quatre Bras (1875 – National Gallery of Victoria, Melbourne)
- Balaclava (1876 – City of Manchester Art Gallery)
- The Return from Inkerman (1877 - Ferens Art Gallery, Kingston upon Hull)
- Remnants of an Army (1879 – Tate Gallery)
- Listed for the Connaught Rangers (1879 – Bury Art Gallery)
- The Defence of Rorke's Drift (1880 - H.M The Queen; Windsor Castle)
- Scotland Forever! (1881 – Leeds Art Gallery)
- Tel-el-Kebir (1885)
- To the Front: French Cavalry Leaving a Breton City on the Declaration of War (1888-9 – Colección Privada)
- Evicted (1890 - The Irish Folklore Commission University College Dublin)
- The Camel Corps (1891)
- Halt in a Forced March (1892 - Shropshire Military Museum, Shrewsbury)
- The Rescue of the Wounded (1895)
- The Dawn of Waterloo (1895 - Falkland Palace)
- Steady the Drums and Fifes (1897 - H.M. The Queen; 57th Regiment, The Middlesex)
- Floreat Etona! (1898 - Private Collection)
- Dawn at Waterloo (1898 - Private Collection)
- The Morning of Talavera (1898)
- The Colours: Advance of the Scots Guards at the Alma (1899 - Scots Guards)
- Within Sound of Guns (1903 – pintado en  Bansha Castle; Staff College, Camberley)
- Stand Fast Craigellachie (1903 - National War Museum Scotland)
- Rescue of Wounded, Afghanistan (1905 - Staff College, Camberley)
- In vain! Rally for a last charge of the Cuirassiers (1912-Colección privada)
- The 16th Light Dragoons saving the remnants of the Union Brigade (1915-Colección privada)
- On the Morrow of Talavera (1923 - Colección privada)
- The Dorset Yeoman at Agagia, 26th Feb. 1916 (1917 - Dorset County Council)
- A Lament in the Desert (1925 - Colección privada)
- In the Retreat from Mons: The Royal Horse Guards (1927 - Royal Hospital, Chelsea)
- A Detachment of Cavalry in Flanders (1929 - Colección privada)

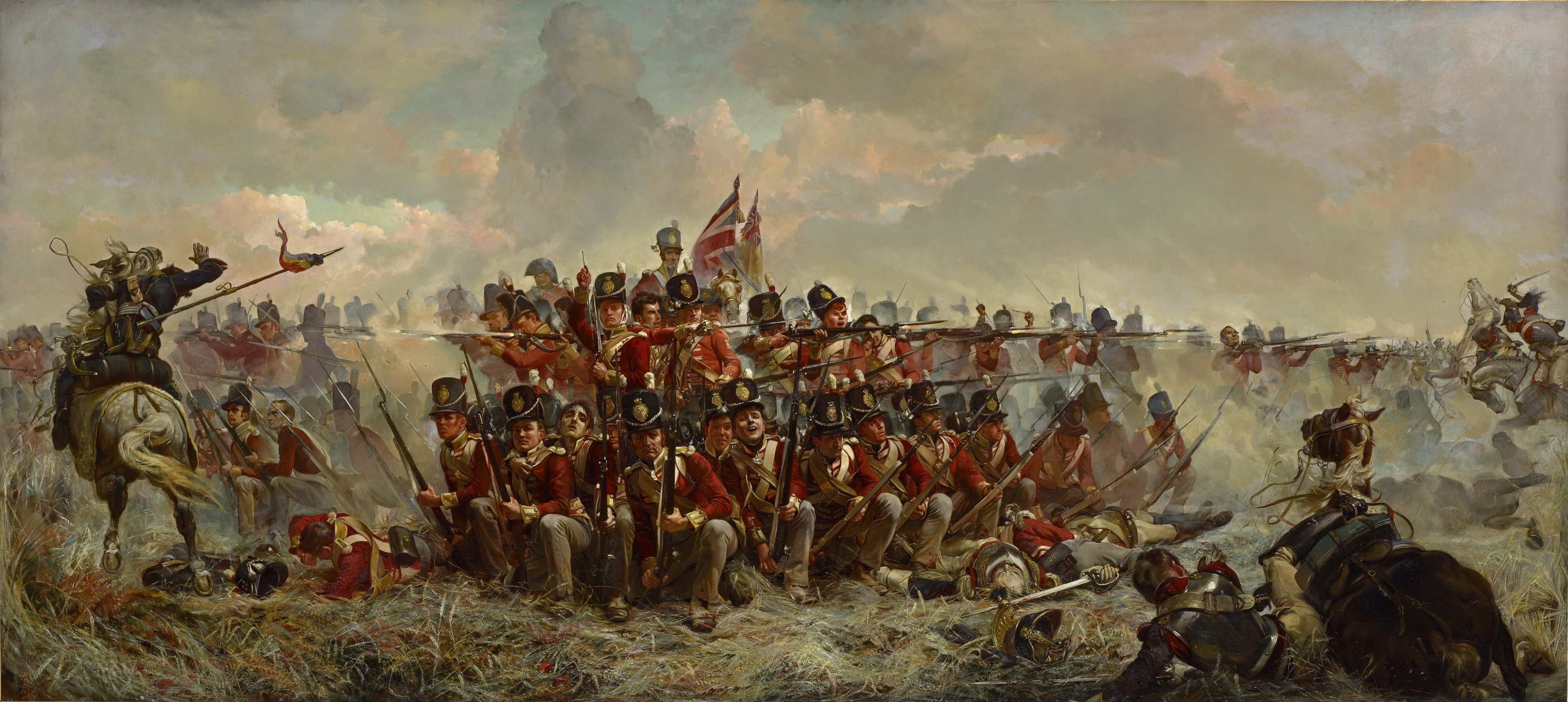
El 28º Regimiento de Quatre Bras (1875)
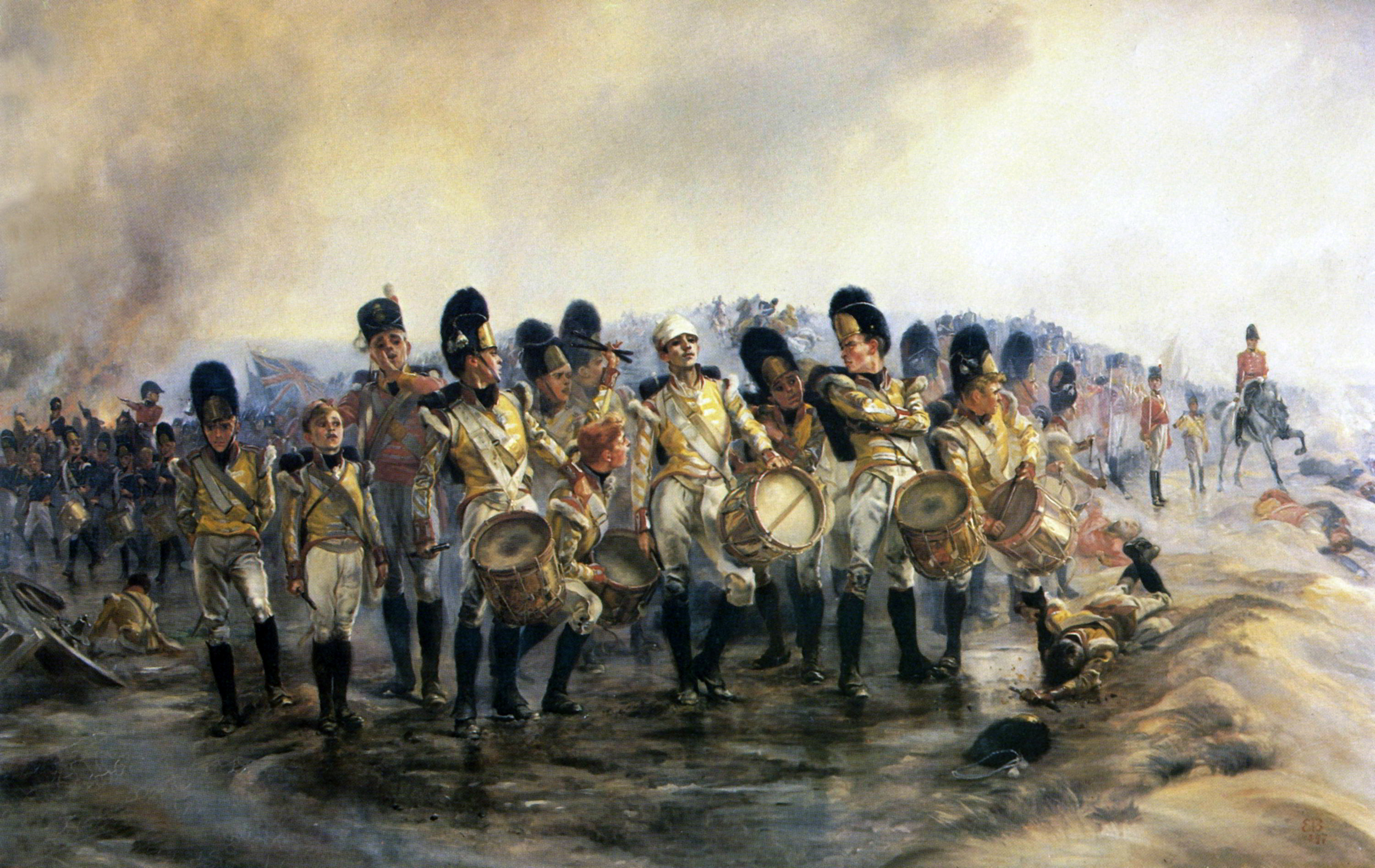
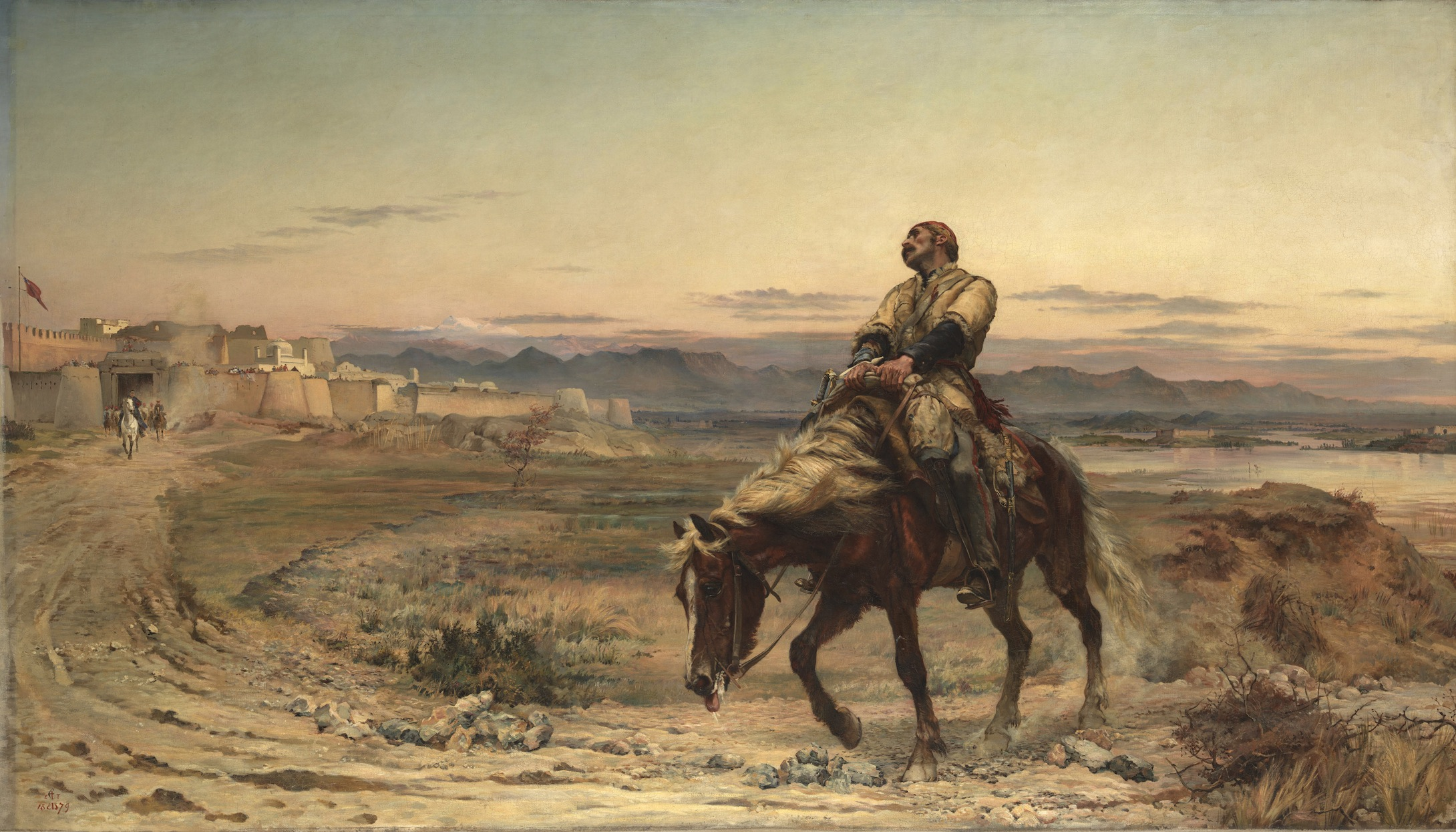
Restos de un ejército (1879)
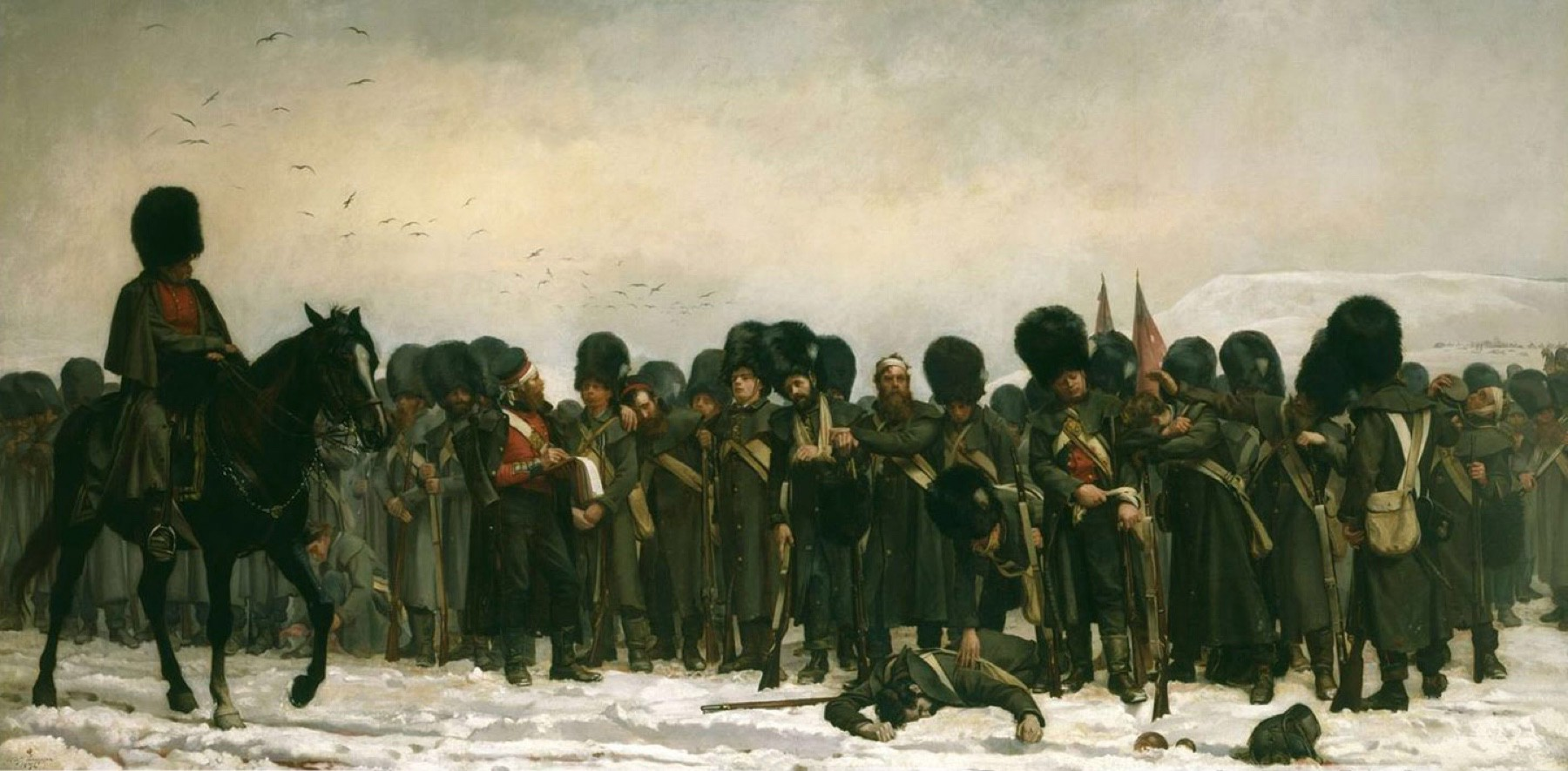
Pasando lista tras el combate
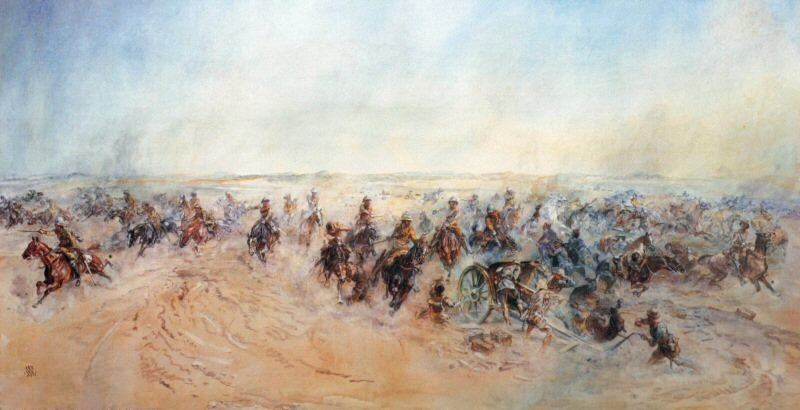
Carga en Huj
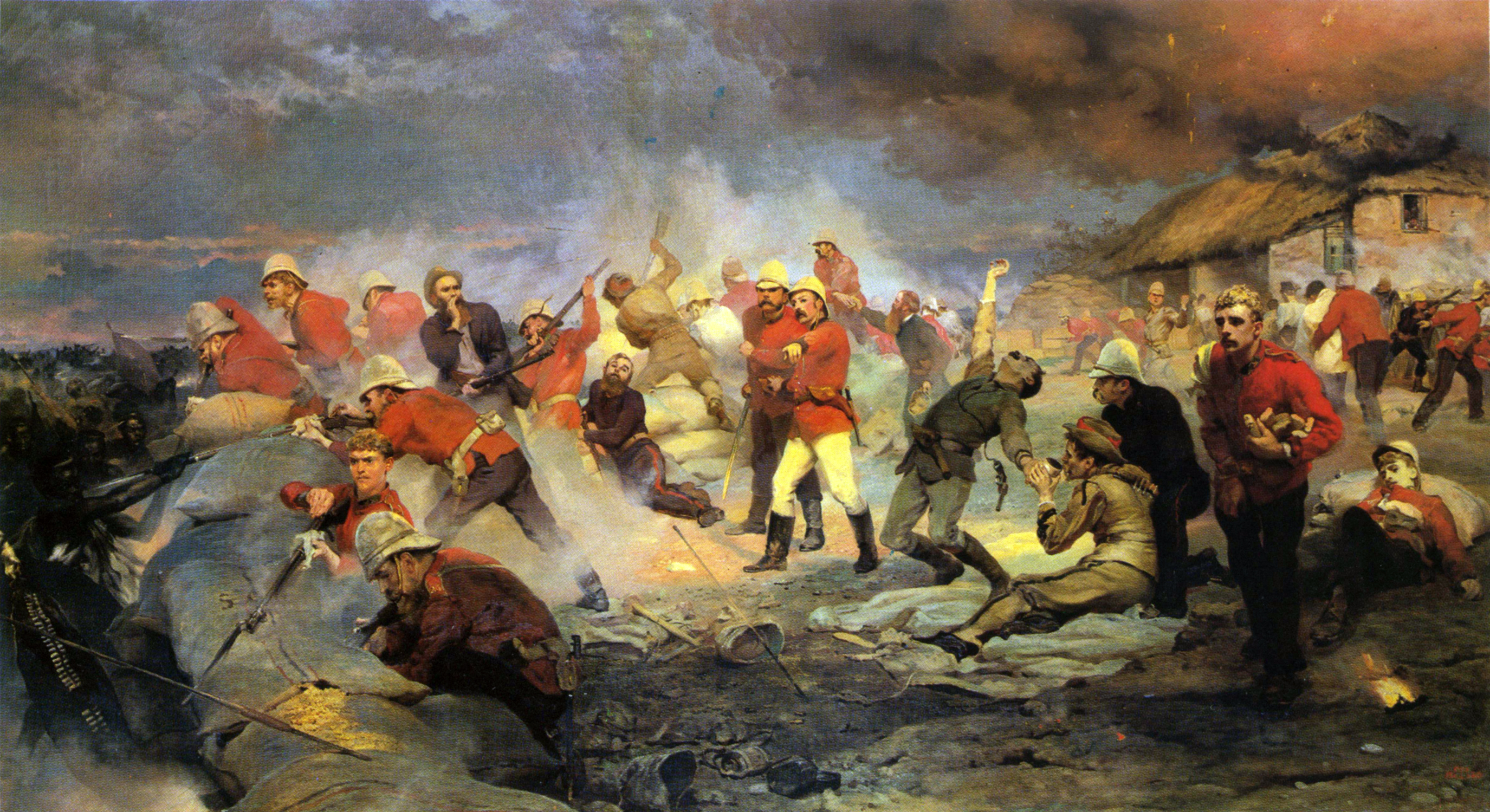
La defensa de Rorke's Drift (1880)
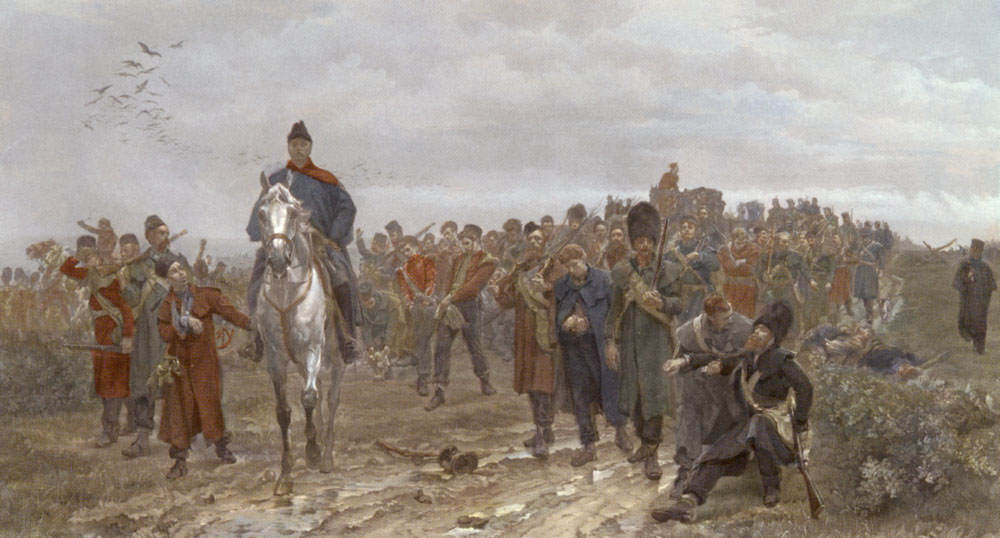
El regreso de Inkerman

### Libros
- Letters from the Holy Land (London: A & C Black, 1903).[6]
- From Sketch-book and Diary (London: A & C Black, 1909).[7]
- An Autobiography (London: Constable & Co., Ltd., 1923).[8]
- Autobiography (Sevenoaks: Fisher Press, 1993). ISBN 1-874037-08-6